# Ockhamalgebra
Inom matematiken är en Ockhamalgebra ett begränsat distributivt gitter med en dual endomorfism. De introducerades av Berman (1977) och uppkallades efter William Ockham av Urquhart (1979). Ockhamalgebrorna bildar en varietet.
Exempel på Ockhamalgebror inkluderar Booleska algebror, De Morganalgebror, Stonealgebror och Kleenealgebror.

### Allmänna källor
- Berman, Joel (1977), ”Distributive lattices with an additional unary operation”, Aequationes Mathematicae 16 (1):  165–171, doi:10.1007/BF01837887, ISSN 0001-9054
- Blyth, Thomas Scott (2001), ”Ockham algebra”, i Hazewinkel, Michiel, Encyclopedia of Mathematics, Springer, ISBN 978-1556080104
- Blyth, Thomas Scott; Varlet, J. C. (1994). Ockham algebras. Oxford University Press. ISBN 978-0-19-859938-8
- Urquhart, Alasdair (1979), ”Distributive lattices with a dual homomorphic operation”, Polska Akademia Nauk. Institut Filozofii i Socijologii. Studia Logica 38 (2):  201–209, doi:10.1007/BF00370442, ISSN 0039-3215